# Tess Holliday
Tess Holliday (* 5. července 1985) je americká modelka s výškou 165 centimetrů a hmotností 118 kilogramů (hodnota BMI činí 43,3). Na svém těle má několik tetování a piercingů.

## Život
V mládí zažila Holliday ve škole šikanu a sexuální obtěžování. Ve svých sedmnácti letech kvůli šikaně školu dokonce opustila. Stala se též svobodnou matkou (k roku 2015 má devítiletého syna). Již od mládí toužila být modelkou, ovšem s ohledem na svou postavu se jí stát nemohla. Zdařilo se to až ve chvíli, kdy agentura MiLK Model Management zjistila, že Holliday má na sociální síti Instagram více než 625 tisíc fanoušků, a nabídli jí smlouvou. Sama společnost přiznává, že motivem pro angažování nové modelky se stal počet jejích příznivců na sociálních sítích.
Na internetu založila hnutí pojmenované #effyourbeautystandards, které podporuje ženy, jež se netrápí svou postavou. Vyzývá také ostatní korpulentní ženy, ať se nebojí vystavovat křivky svého těla.
V roce 2014 se zasnoubila s australským obchodníkem Nickem Hollidayem.